# 南バローチー語
南バローチー語（みなみバローチーご、英: Southern Balochi）はイラン語群に属する言語である。主にパキスタンのバローチスターン州南部で話されている。他にもイラン、オマーン、アラブ首長国連邦にも話者がいる。

## 言語名別称
- Baloci
- Baluchi
- Baluci
- Makrani

## 方言
- Coastal Balochi
- Kechi (Keci)
- Makrani (Lotuni)